# Etničke grupe Kambodže
Etničke grupe Kambodže, 14,697,000 stanovnika (UN Country Population; 2008)
- Brao (Love) 8,100,
- Britanci	1,000,
- Burmanci, Myen	4,600,
- Cham, Eastern	200,
- Cham, Western, Cambodian	322,000,
- Chong, Shong 11,000,
- Francuzi	3,100,
- Hainanski Kinezi	15,000
- Hakka	29,000
- Jarai	21,000
- Kaco, Kachok	3,400
- Kantonski Kinezi	151,000
- Khmer	12,776,000
- Kraol	2,000
- Kravet	2,400
- Krung	19,000
- Kui, Kuay, Suei	38,000
- Lamam, Lmam	2,200
- Lao, Laotian Tai	92,000
- Malajci	15,000
- Mandarinski Kinezi	151,000
- Min Nan Kinezi	73,000
- Mnong, Centralni	21,000
- Pear, istočni	1,700
- Rhade, E-De	14,000
- Robel	2,100
- Samre	200
- Sa'och	200
- Somray	4,100
- Stieng, Budip	7,100
- Suoy	900
- Tamili	1,500
- Tampuan	32,000
- Teochew Kinezi, Teochew	182,000
- Thai, Centralni	42,000
- Thmaun	1,300
- Vijetnamci	623,000